# US Ouagadougou
Union Sportive de Ouagadougou w skrócie US Ouagadougou – burkiński klub piłkarski, grający w pierwszej lidze burkińskiej, mający siedzibę w mieście Wagadugu.

## Historia
Klub został założony w 1961 roku. W 1967 roku wywalczył swój pierwszy w historii tytuł mistrza kraju. Z kolei w 1983 roku po raz drugi sięgnął po tytuł mistrzowski. W 2000 roku klub po raz pierwszy w historii awansował do finału Coupe du Faso. Przegrał w nim 1:3 z Étoile Filante Wagadugu. W 2005 roku zdobył ten puchar, dzięki zwycięstwu 2:0 w finale z ASF Bobo-Dioulasso. W 2007 roku US Wagadugu przegrał w finale 1:2 z Racingiem Bobo-Dioulasso, a w 2008 – 1:3 z Étoile Filante Wagadugu.

## Stadion
Domowe mecze klub rozgrywa na stadionie o nazwie Stadion Miejski w Wagadugu. Stadion może pomieścić 15000 widzów.

## Sukcesy
- Superdivision du Burkina Faso:

mistrzostwo (2): 1967, 1983
- Coupe du Faso:

zwycięstwo (1): 2005
finalista (3): 2000, 2007, 2008
- Superpuchar Burkiny Faso:

zwycięstwo (2): 2005, 2008

## Występy w afrykańskich pucharach
| Sezon | Rozgrywki           | Runda   | Kraj    | Klub                     | Dom | Wyjazd | Dwumecz |
| ----- | ------------------- | ------- | ------- | ------------------------ | --- | ------ | ------- |
| 1968  | Puchar Mistrzów     | wstępna | Niger   | Secteur 6                | 3–1 | 1–1    | 4–2     |
| 1968  | Puchar Mistrzów     | 1       | Togo    | Étoile Filante de Lomé   | 1–4 | 0–2    | 1–6     |
| 1984  | Puchar Mistrzów     | wstępna | Benin   | AS Dragons FC de l’Ouémé | 0–2 | 1–3    | 1–5     |
| 2006  | Puchar Konfederacji | wstępna | Tunezja | Espérance Zarzis         | 0–0 | 0–2    | 0–2     |
| 2009  | Puchar Konfederacji | wstępna | Senegal | ASC Diaraf               | 0–0 | 1–1    | 1–1     |
| 2009  | Puchar Konfederacji | 1       | Kamerun | Aigle Royal Menoua       | 2–1 | 0–2    | 2–3     |

## Reprezentanci kraju grający w klubie od 2000 roku
Stan na wrzesień 2016.
| - Wilfried Balima - Harouna Bamogo - Hassimi Barry - Ben Idrissa Dermé - Cheikh Guigma - Salif Nogo - Bébé Kambou - Armand Ouédraogo - Hermann Ouédraogo | - Hyacinthe Ouédraogo - Florent Rouamba - Grégoire Sawadogo - Edmond Tapsoba - Eric Traoré - Simplice Yaméogo - Aimé Zongo - Jonathan Zongo |